# Дивизия Дюпона (Первая империя)
Пехотная дивизия Дюпона (фр. Division d'infanterie de Dupont) — пехотная дивизия Франции периода наполеоновских войн.
С ноября 1807 года — Пехотная дивизия Рюффена (фр. Division d'infanterie de Ruffin).
С июня 1811 года — Пехотная дивизия Конру (фр. Division d'infanterie de Conroux).
С июля 1812 года — Пехотная дивизия Леваля (фр. Division d'infanterie de Leval).
После огромных потерь, понесённых дивизией в битве при Витории, маршал Николя Сульт реорганизовал французские войска в Испании, и 16 июля 1813 года дивизия была расформирована, а её полки распределены по другим формированиям.

## Формирование дивизии
Дивизия была сформирована 29 августа 1803 года в лагере Компьень, который являлся частью Армии Берегов Океана. Командиром был назначен Пьер Дюпон де л’Этан. Дивизия состояла из:
- 9-го полка лёгкой пехоты (один из любимых полков Бонапарта, который отличился при Маренго, и получил от Первого консула прозвище «Несравненный»);
- 18-го полка линейной пехоты (великолепно зарекомендовал себя в первой итальянской кампании Наполеона, и получил от него прозвище «Храбрый 18-й»);
- 32-го полка линейной пехоты (блестяще проявил себя в первой итальянской и египетской кампаниях Наполеона, и получил от него прозвище «Непобедимый»);
- 96-го полка линейной пехоты[1].

12 декабря 1803 года дивизия была передислоцирована в новый лагерь Монтрёй. Весной 1804 года из состава дивизии был выведен 18-й линейный. 29 августа 1805 года стала 1-й пехотной дивизией 6-го армейского корпуса маршала Нея в составе Великой Армии.

## Австрийская кампания
В конце августа 1805 года дивизия начала выдвигаться к границе Франции. 26 сентября 1805 года переправилась через Рейн в Лотербуре. Выполняя распоряжение Императора, Ней в ночь на 11 октября послал приказ дивизии Дюпона двинуться прямо на Ульм по северному берегу Дуная и взять город штурмом, если это потребуется. Маршал написал Дюпону: «Враг поражён ужасом, которому мало примеров, он отступает на Биберах, чтобы спастись в Верхнем Тироле… Поэтому вероятно, что эрцгерцог Фердинанд оставил только слабый гарнизон в Ульме с приказом держаться до последнего. Без сомнения, наша решительность и угроза штурма вынудят коменданта сдаться, не вступая в бой».
Ней настолько не сомневался в том, что австрийцев на левом берегу не осталось, что отдал распоряжение 2-й и 3-й дивизиям своего корпуса перейти на правый берег у Гюнцбурга и идти на Ульм с юга. Сюда же маршал направил драгунскую дивизию Бурсье, которая находилась в его оперативном подчинении, и свою собственную лёгкую кавалерию. Единственным отрядом, которым Ней решил подкрепить Дюпона, была дивизия спешенных драгун Барагэ д’Илье.
В 11 часов утра утра дивизия выступила с бивака, и направилась в сторону Альбека. Пройдя примерно 6 км в сторону Ульма, Дюпон вдруг с удивлением увидел австрийские полки, идущие ему прямо навстречу. У Дюпона было только 6200 человек и 14 пушек. Силы австрийцев французский генерал определил примерно в 10—12 тысяч человек. На самом деле это были только передовые части. За ними появлялись все новые и новые полки. Всего австрийцы соберут на поле у деревни Хаслах, где столкнутся противоборствующие войска, почти что 23 тыс. человек. Дюпон правильно оценил обстановку: австрийская армия не уходит в Тироль, она прорывается на северо-восток. Отступить — значит открыть для неё дорогу на Нёрдлинген. Генерал решает дать бой, и не просто бой, а самому атаковать неприятеля! Он надеялся, что за ним следом где-то поблизости идёт Барагэ д’Илье, а может, и другие отряды корпуса Нея, и что он сможет своей дерзостью ошеломить врага.
Командир французской дивизии развернул в линии три пехотных полка между небольшими рощицами перед деревнями Обер и Унтер-Хаслах, поставив в резерве драгун, а левое крыло прикрыл гусарами. Едва головные части австрийцев прошли деревню Юнгинген и попытались развернуться против правого крыла французов, как Дюпон бросил на них в атаку 96-й линейный полк, удар которого был поддержан наступлением 9-го лёгкого. Неприятель смешался и обратился в бегство. Дюпон избрал единственно возможную тактику: не дать неприятелю изготовиться к общему наступлению, бить его войска по частям стремительными контратаками. В течение двух-трёх часов это удавалось. Но к австрийцам подходили всё новые и новые батальоны и эскадроны, отброшенные полки собирались вокруг своих знамён, артиллерия начинала наносить серьёзный урон французской пехоте. Пушки Дюпона частично были сбиты с лафетов, лошади во многих упряжках убиты.
Однако французы дрались как сумасшедшие. На правом фланге 9-й лёгкий полк вновь и вновь бросался в контратаку, на левом 32-й линейный полк бился насмерть с наседающей пехотой и кавалерией. Однако австрийцы развернули, наконец, в боевые порядки большую часть своих сил, и сдерживать их стало физически невозможно. А от дивизии Барагэ д’Илье, на которую так надеялся Дюпон, не было никаких вестей. Австрийская пехота, ведомая Лаудоном, кавалерия во главе с генералами Шварценбергом и Кленау бросились в атаку. Сам Мак вёл в бой кирасир своего имени, кирасир эрцгерцога Альберта и знаменитых шеволежеров Латура. Восемнадцать эскадронов австрийцев обрушились на правое крыло Дюпона. Шесть эскадронов французских драгун отважно бросились в контратаку, на какое-то мгновение им удалось остановить австрийцев, но силы были слишком неравны. Поток людей и коней захлестнул ряды французов. Полковник 17-го драгунского полка Сен-Дизье, окружённый дюжиной врагов, не сдался и пал, зарубленный палашами. Его солдаты, поражаемые со всех сторон, хлынули назад, к лесу.
На левом фланге знаменитая австрийская конница также компенсировала нерешительность своей пехоты. Австрийские эскадроны охватили горстку пехотинцев и гусар, дравшихся здесь. После отчаянного боя, австрийские всадники прорвали фланги и вышли в тыл дивизии Дюпона, рубя обозников, отдельных артиллеристов и пехотинцев.
Однако в этой, казалось, безвыходной ситуации, французы не пали духом. Пехотинцы Дюпона, кто построившись в каре, кто сгрудившись в группы по несколько десятков человек, проложили себе дорогу среди разбушевавшегося урагана конной атаки и вышли с честью с поля битвы. Более того, отразив огнём австрийских всадников, не подпуская к себе вражескую пехоту, французы сумели увести с собой даже значительное количество пленных, взятых в бою. С наступлением темноты сражение прекратилось. Его итог довольно трудно охарактеризовать одним словом. С одной стороны, победа осталась за австрийцами: они заняли поле боя, взяли 800—900 пленных, 2 орла драгунских полков, 9 орудий, значительную часть обоза и даже личные экипажи Дюпона. С другой стороны, малый по численности отряд задержал движение целой армии, сражаясь, по самым скромным подсчётам, с троекратно превосходящими силами. Французам удалось нанести неприятелю не меньший урон, чем они понесли сами. Австрийцы потеряли около 1000 убитых и раненых и, вероятно, несколько сот пленных.
После столь трудного боя, дивизия продолжала активное участие в войне. Сперва она участвовала в окончательном окружении Ульма, затем вместе с кавалерией Мюрата успешно преследовала вырвавшиеся из города австрийские части.
4 ноября по приказу Императора дивизия вновь переправилась на левый берег Дуная для разгрузки основной дороги на Вену. 7 ноября была передана во временный корпус маршала Мортье. 16 ноября дивизия остановилась неподалеку от Вайсенкирхена и расположилась на бивак. Когда колонна остановилась, передовые разъезды гусар 1-го полка сообщили, что впереди на дороге находятся русские войска. Это были два батальона Вятского полка под командованием подполковника Гвоздева, посланные в западном направлении по берегу Дуная. Дюпон приказал 9-му лёгкому полку атаковать неприятеля. В сгущающейся тьме завязался яростный огневой бой. Два батальона 9-го лёгкого не смогли сбить с позиции два батальона Вятского полка. Потеряв 19 убитыми и 56 ранеными, 9-й лёгкий был отброшен. В своем рапорте Дюпон говорит о том, что он был вынужден двинуть 32-й линейный на помощь. Солдаты 32-го, судя по всему, не стали тратить много времени на перестрелку, а устремились в штыковую атаку. Закипел ожесточённый бой. На помощь русским пришёл один батальон Брянского полка, который также принял участие в общей свалке. «Было совсем темно, — говорится в журнале дивизии Дюпона, — солдаты смешались и дрались врукопашную. Так продолжалось почти целый час. Каждый думал, что неприятель хочет сдаваться. Русские клали оружие на землю, чтобы показать французам, что они должны сделать. Французы думали, что они сдаются и пытались гнать их в тыл. Тогда русские снова хватали свои ружья и били в неприятеля. Офицеры обеих сторон пытались остановить эту свалку, которая превратилась в совершенно бессмысленную резню. Путаница, темнота, дикие крики — всё это мешало навести порядок. Тогда генерал Дюпон, чтобы остановить бой, приказал полковнику 32-го линейного, чтобы офицеры вытаскивали солдат по одному из этого клубка и собрали их (!)». Сложно сказать, как выглядела эта странная попытка разнять бьющихся солдат, но нет сомнения, что в темноте действительно всё совершенно перепуталось. Дюпон рассказывает: «Стойкость русских батальонов равнялась порыву наших полков. Свалка была кровопролитной, и много раз бойцы с обеих сторон смешивались в одну кучу. Ночь уже давно опустилась, а наш успех ещё не был очевиден. Однако наши войска сумели продвинуться вперёд… и наконец сломили отчаянное сопротивление. Противник был отброшен на всех пунктах, и дорога на Дюренштейн проложена». В глубокой тьме солдаты дивизии Дюпона встретили идущие им навстречу батальоны Газана, вырвавшиеся из окружения.
Конец Австрийской кампании дивизия провела в Вене на отдыхе. 9 декабря вернулась под начало маршала Нея.

## Прусская кампания
Перед началом Прусской кампании, 5 октября 1806 года, Наполеон передал дивизию в состав 1-го корпуса маршала Бернадота. Из-за преступного бездействия будущего короля Швеции, дивизия не участвовала в сражениях при Йене и Ауэрштедте. Получив серьёзный выговор от Императора, Бернадот бросил свой корпус в погоню за отступающими пруссаками.
17 октября, после 17-часового марша, дивизия, имея в голове колонны 2-й гусарский полк, натолкнулась в Цшербене на герцбергских драгун. Застигнув пруссаков врасплох, французы откинули их к высокому крытому мосту через реку Зале у города Галле. Вскоре к Дюпону подоспели 3 его орудия (из 12), и он начал штурм моста силами 9-го лёгкого. Благодаря бездарным действиям неприятеля, мост был быстро взят, также в руки французов попало три орудия и много пленных, в том числе генерал фон Гинриш. В ходе атаки был ранен полковник 9-го Мёнье. Продолжая преследовать противника, 9-й и 32-й линейный ворвались по деревянному мосту в город, где дело дошло до боя на улицах. Неприятель был выбит из города, но преследовать его французы не спешили, так как численное превосходство было на противной стороне. Однако вскоре Бернадот направил на помощь находившиеся в резерве 96-й линейный и 2-й гусарский. Теперь Дюпон вышел из Галле через каменные ворота, и с ходу атаковал немцев, которые в беспорядке отступили на Дессау. Преследование закончилось с наступлением темноты под Ландсбергом. Таким образом в ходе боя была разбита последняя неразгромленная часть прусских сил. Дивизия Дюпона потеряла от 400 до 500 человек. Действия генерала Дюпона при Галле удостоились высшей похвалы Наполеона, прибывшего через два дня к полю боя, и сказавшего, что и с 60 тысячами человек ещё подумал бы, атаковать ли эти позиции (фр. J'eusse hésité à attaquer avec 60 000 hommes).
После этого дивизия преследовала корпус генерала Блюхера, и двигалась в направлении на Варен. 1 ноября в ходе сражения у Носсентина 9-й лёгкий попытался выбить из леса пруссаков, но встретил энергичное сопротивление егерей и фузилёров неприятеля. 6 ноября дивизия принимала активное участие в штурме и взятии Любека, а также разгроме сил Блюхера.

## Польская кампания
11 января 1807 года корпус Бернадота получил приказ остановиться. 13 января войска начали размещаться на зимние квартиры. Дивизия двинулась на Нойденбург-Гогенштейн-Остероде. Французы не знали, что русские возобновили военные действия, и 25 января головные части дивизий Дюпона и Друэ, при поддержке бригады драгун Лапланша столкнулись у Морунгена с 5500 человек из отряда Маркова, который также пытался занять город. В ходе боя 9-й лёгкий понёс большие потери. К вечеру Дюпон привёл на помощь 32-й и 96-й линейные полки, которые сходу сбили русских с позиций, и вынудил начать их отходить на Либштадт. 29 января Дюпон одержал победу в сражении при Грабау.
26 февраля русские войска под началом генерал-майора Плеца заняли Браунсберг. Несмотря на хорошие городские укрепления, союзники не предприняли никаких мер к приведению в оборонительное состояние расположенной на левом берегу Пассарги старой части города, так как не ожидалось скорого наступления французов. Оба моста через реку оставались целыми. Наполеон, узнав о занятии Браунсберга, приказал Бернадотту возвратить его. Бригадный генерал Ля Брюйер, командовавший правым флангом Дюпона с 9-м лёгким и 5-м конно-егерским полками продвигался вдоль реки с юга по дороге из Либштадта. Три пехотных и два гусарских полка следовали левее, по дороге из Мюльгаузена. Ля Брюйер первым прибыл к Цагерну и атаковал прусский левый фланг, занимавший труднопроходимую местность к северу от деревни. После упорного боя пруссаки отошли ближе к Браунсбергу. Полагая, что имеет дело со слабым противником, Плец повёл вперёд через город два кавалерийских полка, а пехота расположилась в овраге и в предместье у ворот. Одному батальону было приказано занять оба моста. Между тем приблизилась левая колонна Дюпона, выслав фланговый отряд через городской лес. Французы подошли к деревням Вилленберг и Штангендорф. 96-й линейный отбросил пруссаков, отступивших в беспорядке к пфейфенской низине, почти не проходимой, возле города. Поняв, что французы располагают большими, чем у него силами, Плец решил отступить. Вначале для занятия позиции на дороге в Гейлигенбейль через город прошли кавалерия и конная артиллерия. Вследствие ошибки, вслед за ними отошёл батальон, предназначенный для охраны мостов. Воспользовавшись неразберихой, французы ворвались на улицы и захватили один мост. Союзникам пришлось отступать под фланговым огнём со стороны ворот и шлюзов, они бежали через новую часть города к дамбе. Три русских орудия, под которыми были убиты лошади, оказались в руках французов. У Айнциделькруга союзники не обнаружили ожидаемого подкрепления, способного прикрыть отход, так как генерал Эзебек продолжал отступление далее. Прибывшая сюда прусская батарея в ходе французской атаки также была захвачена, а фурьер 24-го линейного Нико овладел знаменем 2-го батальона 8-го прусского полка. В итоге прусско-русские войска потеряли в ходе боя около 700 человек убитыми, ранеными и пленными, или четверть от имевшихся на начало сражения солдат. В середине марта из-за распутицы и проблем с продовальствием обе армии ушли на зимние квартиры.
К середине мая корпус Бернадотта стоял частью сил впереди Мюльгаузена, между Ноймарком и Эберсбахом, частью между Нормсдорфом и Курвинденом.
2 июня русские начали наступление. 7 июня Наполеон приказал генералу Виктору, новому командиру 1-го корпуса, провести демонстрацию и атаковать аванпосты Лестока. 9 июня французы начали переправу через Пассаргу, только корпусу Виктора были приказано остаться на линии Пассарги на 2-3 дня для наблюдения за пруссаками. К 13 июня расположился в окрестностях Ландсберга.
К 4 часам дня 14 июня 1-й корпус подошёл к месту битвы при Фридланде. Дивизия расположилась у Постенена в авангарде корпуса. Войска Нея, наступавшие на Фридланд, встретили серьёзное сопротивление и понесли огромные потери. 6-й корпус начал отступать, и ситуация начала становиться для французов серьёзной, но в этот момент положение спас 1-й корпус Виктора. Генерал Дюпон, находившийся левее Нея со своей дивизией, не дожидаясь приказа, двинулся вперёд, в то время как кавалерия Латур-Мобура продолжала бой с русской. Дюпон занял позицию слева от ручья, обойдя русских и ободрив тем самым войска Нея. Русская кавалерия попыталась с ходу атаковать конную батарею Дюпона, но была встречена картечью и атакована драгунами Латур-Мобура. Вскоре русская кавалерия была опрокинута. Артиллерия дивизии под командованием капитана Риччи открыла огонь по отходившей русской кавалерии и пехоте. Подошедшая русская гвардия ударила в штыки на дивизию Дюпона, и отбросила назад, но убийственный картечный огонь французской батареи Сенармона остановил порыв русских. После непрекращающегося обстрела, и натиска сил корпусов Виктора и Нея, к 20 часам русские дрогнули, и начали отступать к Фридланду. В то время как Ней атаковал по дороге из Эйлау, часть дивизии Дюпона перейдя ручей, действовала в тыл Генрихсдорфу, обойдя Фридланд и выйдя на Кенигсбергскую дорогу. Между тем войска Багратиона вели последние бои за город. Линейная пехота корпуса Нея и дивизия Дюпона, поддержанные гвардейской фузилерной бригадой, пошли в штыковую атаку на русскую гвардию, действовавшую в арьергарде Багратиона, и защищавшие ворота в город. После этой схватки поле боя было устлано рядами русских гвардейцев со штыковыми ранами. Дивизия, обойдя город через Мюлен-Флюс, ворвалась в пылающий Фридланд через Кенигсбергские ворота. К 20.30 город был взят. Отступавшие войска Горчакова, сформировав колонну пехоты, ворвались в предместья Фридланда, и на некоторое время оттеснили войска Нея и Дюпона. Среди пламени разгорелась новая схватка. Но подошедший Ланн, ударил на русских с тыла, и опрокинул неприятеля. В 22.30 сражение завершилось. После сражения дивизия вновь расположилась в районе Постенена.
15 сентября 1807 года генерал Дюпон был назначен комендантом Берлина. 3 ноября 1807 года Дюпона на посту командира дивизии сменил Франсуа Рюффен, «Лев Фридланда».

## Пиренейская кампания
Поражения при Байлене и Вимейру нанесли серьёзный удар по престижу Императора, и сильно усложнили французское стратегическое положение в Испании. Наполеон решил лично отправиться на Пиренейский полуостров во главе Великой Армии. Дивизия Рюффена, как часть 1-го корпуса, 7 сентября 1808 года стала частью Армии Испании. Составляя правое крыло имперских сил, дивизия сражается против испанского генерала Блейка в битве при Эспиносе 10 и 11 ноября 1808 года. Рюффен атакует левый фланг противника. Под его началом действуют бригада Ля Брюйера из 9-го лёгкого и 24-го линейного, и бригада Барруа из 96-го линиейного. Испанцы разбиты и в беспорядке покидают поле боя, оставив тысячи пленных в руках противника. Потери самих французов чуть более тысячи человек. 21 ноября дивизия Рюффена вошла в Толедо, и насчитывала в своих рядах 7621 солдата.
После этого, французская армия наступает на Мадрид, но сталкивается с проблемами у Сомосьерры, где все проходы в горах надёжно охраняются генералом Бенито де Сан-Хуаном. Рюффен пытается атаковать противника, но под огнём испанцев, его 96-й полк несёт довольно тяжёлые потери. Первые позиции испанцев были в конце концов с трудом взяты, но пехота не может и дальше так рисковать, теряя много людей. В результате Наполеон принимает решение бросить на испанцев гвардейских польских улан, которые своей героической и эпической атакой пробивают дорогу на Мадрид. 2 декабря в вечернее время генерал Ля Брюйер проводит неподготовленный штурм окрестностей Мадрида, но будучи ранен выстрелом в горло, умирает на следующий день от полученной раны. После занятия столицы Испании, дивизия располагается гарнизоном в городе до января 1809 года. 10 января дивизия со всем 1-м корпусом маршала Виктора покинула столицу, и выдвинулась дальше на юг, в сторону испанских сил генерала Венегаса. В битве при Уклесе, 13 января 1809 года, Виктор приказывает Рюффену с права обойти фланг противника, но дивизия теряется по пути, и задерживается. Его три полка в конечном итоге обошли части Венегаса у деревни Карраскоза, и остановили испанских беглецов, а затем атаковали их тылы силами 24-го линейного полковника Жамена. 20 флагов и почти 6000 пленных были взяты французами в этот день.
Некоторое время спустя, в марте 1809 года, 1-й корпус выдвинулся в сторону Эстремадуры против армии Дона Грегорио Гарсия де-ла-Куэсты. Мост Арзобиспо через реку Тахо, по которуму должны были пройти дивизии Рюффена и Вийята, был уничтожен испанцами при отступлении, и задача по его восстановлению и охране легла на плечи солдат из дивизии Рюффена. По этой причине дивизия не участвовала в разгроме испанцев в сражении при Медельине 28 марта.
Однако, несмотря на этот успех, повстанческое движение оставалось очень сильным, тем более, что британский генерал Артур Уэлсли прибыл в Португалию, чтобы соединиться с испанскими войсками. Узнав о прибытии англичан, маршал Виктор переходит обратно Таху и соединяется с Себастьяни и Мадридской армией. Напротив, англо-испанские силы скрываются в горах Талаверы. 27 июля вечером, маршал Виктор бросает дивизию Рюффена в плохо подготовленную атаку против северного фланга британских позиций. 9-й двигаясь в гору и без должной поддержки несёт большие потери и вынужден отступить. На следующий день, Рюффен снова штурмует хребет с тремя полками, но под сильным огнём пехоты Уэлсли, французские солдаты вынуждены были отступить, оставив 1500 человек на земле. Эта вторая неудача вызывает неоднозначную реакцию во французском генеральном штабе. Король Жозеф приказывает провести третью атаку всем корпусом Виктора. Генерал Рюффен, чьё подразделение было сильно потрёпано предыдущими боями, атакует справа от «холма Медельин» совместно с дивизией Лаписса. Усилия Рюффена приносят плоды и защитники собираются отступить, когда генерал Лаписс был смертельно ранен. Французская атака захлёбывается, но Жозеф отказывается послать в бой резервы, и приказывает отступить. Потери серьёзны: «В 9-м, 24-м и 96-м [...] более двух третей офицеров выбыло из строя и 500 человек на полк было убиты и ранены», отмечает в своём рапорте генерал Семле. Французы отошли в Мадрид, но подход корпуса Сульта вынудил Уэлсли вернуться в Португалию.
Остальную часть 1809 года 1-й корпус провёл в Кастилии-Ла-Манче, к югу от Мадрида. В январе 1810 года французские войска вошли в Андалусию и Севилью, но неумелое руководство короля Жозефа позволяет испанцам отступить в Кадис, к хорошо укреплённым позициям. Маршал Виктор 5 февраля 1810 года вынужден начать осаду города. На протяжении всего 1810 года дивизия проводила операции вокруг Кадиса. В 1811 году 1-й корпус всё ещё находился у Кадиса. Англо-испанская армия под командованием генералов Грэма и Пеньи совершает марш против французов, чтобы заставить их снять осаду. Противники сходятся в битве при Барросе 5 марта 1811 года. Военные действия начинаются с захвата дивизией Рюффена высот у Барросы, что позволяет установить французам здесь свою артиллерию. Британский батальон пытается вернуть себе позицию, и сковав людей Рюффена, позволяет подойти бригаде Дилка к месту боя. Завязывается ожесточённая мушкетная дуэль. Виктор направляет Рюффену подкрепление. Но попав под сильный перекрёстный и меткий огонь англичан, французы понесли большие потери. Были смертельно ранены генерал Рюффен (был взят в  плен полковником Брауном, и умер в Портсмуте 15 мая) и начальник штаба дивизии, полковник Пельгар (умер 7 марта). Также погиб командир 96-го полка, Жан Менгарно. После гибели Рюффена генерал Барруа исполнял обязанности командира дивизии.
27 июня 1811 года дивизию возглавил генерал Конру. 31 мая 1812 года испанский генерал Балестьерос переправился через Гуадалете между Борносом и Аркосом в надежде застать врасплох Конру, однако французы были готовы. Имея на 1 июня под рукой 9-й лёгкий, 96-й линейный и два эскадрона 2-го и 5-го конно-егерских полков, Конру разгромил испанцев, захватил 600 пленных, четыре пушки и два знамени, и очистил долину реки Гуадалете. 27 июля 1812 года Конру поменялся местами с генералом Левалем, и возглавил резервную пехотную дивизию.
После поражения 22 июля 1812 года французов в сражении при Арапилах, Сульт снял осаду Кадиса, из опасения быть отрезанным от остальных французских войск. 1 ноября 1812 года дивизия прибыла в Мадрид. Впоследствии отступала к границам Франции. 21 июня 1813 года принимала участие в решающем сражении Пиренейской войны при Витории. Бездарные действия генерала Леваля в ходе сражения при отступлении и маневрировании привели к полному разгрому французов. Маршал Сульт, прибыв в расположении отступающих войск, снял Леваля с должности, и заменил на генерала Лефоля. Однако уже 16 июля по причине огромных потерь дивизия была расформирована, а поредевшие полки были распределены по другим формированиям.

## Командование дивизии

### Командиры дивизии
- дивизионный генерал Пьер Дюпон де л’Этан (29 августа 1803 — 3 ноября 1807)
- дивизионный генерал Франсуа Рюффен (3 ноября 1807 — 5 марта 1811)
- бригадный генерал Пьер Барруа (5 марта 1811 — 27 июня 1811)
- дивизионный генерал Николя Конру (27 июня 1811 — 27 июля 1812)
- дивизионный генерал Жан Леваль (27 июля 1812 — 30 июня 1813)
- дивизионный генерал Этьен Лефоль (30 июня 1813 — 16 июля 1813)

### Начальники штаба дивизии
- полковник штаба Огюстен Дюамель (28 октября 1803 — 5 августа 1806)
- полковник штаба Леон Пельгар (5 августа 1806 — 7 марта 1811)

### Командиры 1-й бригады
- бригадный генерал Жан-Габриэль Маршан (29 августа 1803 — 13 декабря 1803)
- бригадный (с 24 декабря 1805 – дивизионный) генерал Мари-Франсуа Руйе (13 декабря 1803 — 21 февраля 1807)
- бригадный генерал Андре Ля Брюйер (21 февраля 1807 — 3 декабря 1808)
- полковник Клод Мёнье (3 декабря 1808 — 15 декабря 1808)
- бригадный генерал Этьен Лефоль (15 декабря 1808 — 12 июля 1809)
- полковник (с 8 января 1810 – бригадный генерал) Клод Мёнье (12 июля 1809 — 1 июня 1812)
- бригадный генерал Жорж Мокери (1 июня 1812 — 16 июля 1813)

### Командиры 2-й бригады
- бригадный (с 24 декабря 1805 – дивизионный) генерал Жан-Габриэль Маршан (13 декабря 1803 — 14 февраля 1806)
- бригадный генерал Франсуа Лежандр д’Арвесс (22 сентября 1806 — 28 февраля 1807)
- бригадный генерал Пьер Барруа (28 февраля 1807 — 27 июня 1811)
- полковник Пьер Клавель (27 июня 1811 — 7 февраля 1812)
- бригадный генерал Жорж Мокери (7 февраля 1812 — 1 июня 1812)
- бригадный генерал Жак Морган (1 июня 1812 — 18 мая 1813)
- бригадный генерал Виктор Ремон (30 мая 1813 — 16 июля 1813)

## Кампании и битвы
Австрийская кампания 1805 года
- Ульмская кампания (25 сентября - 20 октября 1805 года)
- Хаслах-Юнгинген (11 октября 1805 года)
- Ульм (14 - 20 октября 1805 года)
- Дюренштейн (11 ноября 1805 года)

Прусская кампания 1806 года
- Галле (17 октября 1806 года)
- Варен[англ.] (1 ноября 1806 года)
- Любек (6 ноября 1806 года)

Польская кампания 1807 года
- Морунген (25 января 1807 года)
- Браунсберг (26 февраля 1807 года)
- Фридланд (14 июня 1807 года)

Пиренейская кампания 1808—1813 годов
- Эспиноса-де-лос-Монтерос (10 - 11 ноября 1808 года)
- Сомосьерра (30 ноября 1808 года)
- Мадрид (2 - 3 декабря 1808 года)
- Уклес (13 января 1809 года)
- Талавера (27 - 28 июля 1809 года)
- Барроса (5 марта 1811 года)
- Борнос (1 июня 1812 года)
- Витория (21 июня 1813 года)

## Организация дивизии
штаб дивизии (фр. état-major de la division)
9-й полк лёгкой пехоты (фр. 9e régiment d'infanterie légère)
прозвище — «Несравненный» (фр. Incomparable)
в составе дивизии с 29 августа 1803 года по 16 июля 1813 года.
командиры полка:
- полковник Матьё Делабассе (11 января 1800 — 9 сентября 1803)
- полковник Клод Мёнье (23 декабря 1803 — 8 января 1810)
- полковник Гийом Дотюр (с 18 февраля 1810)

18-й полк линейной пехоты (фр. 18e régiment d'infanterie de ligne)
прозвище — «Храбрый 18-й» (фр. Brave 18e)
в составе дивизии с 29 августа 1803 года по март 1804 года.
- полковник Жан-Батист Равье

32-й полк линейной пехоты (фр. 32e régiment d'infanterie de ligne)
прозвище — «Непобедимый» (фр. Invincible)
в составе дивизии с 29 августа 1803 года по 9 июля 1808 года.
командиры полка:
- полковник Огюстен Даррико (27 апреля 1801 — 14 февраля 1807)
- полковник Антуан Эмар (с 23 февраля 1807)

96-й полк линейной пехоты (фр. 96e régiment d'infanterie de ligne)
в составе дивизии с 29 августа 1803 года по 16 июля 1813 года.
командиры полка:
- полковник Пьер Барруа (5 октября 1803 — 14 февраля 1807)
- полковник Жан Калес (14 февраля 1807 — 15 мая 1810)
- полковник Жан Менгарно (17 сентября 1810 — 5 марта 1811)
- полковник Пьер Клавель (с 18 июня 1811)

1-й гусарский полк (фр. 1er régiment de hussards)
в составе дивизии с сентября 1805 года по 5 октября 1806 года.
командиры полка:
- полковник Филипп Рувийуа

24-й полк линейной пехоты (фр. 24e régiment d'infanterie de ligne)
в составе дивизии с 21 февраля 1807 года по 16 июля 1813 года.
командиры полка:
- полковник Жан-Батист Семле (8 марта 1801 — 1 июля 1807)
- полковник Жан-Батист Жамен (10 ноября 1807 — 12 января 1812)
- полковник Жан-Батист Анри (с 1 марта 1813)

88-й полк линейной пехоты (фр. 88e régiment d'infanterie de ligne)
в составе дивизии с 30 мая 1813 года по 16 июля 1813 года.
командиры полка:
- полковник Франсуа Летурнёр

артиллерия (фр. artillerie de la division)

## Состав дивизии по датам
На 29 августа 1803 года:
- командир — дивизионный генерал Пьер Дюпон де л’Этан
- начальник штаба — должность вакантна
- бригада (командир — бригадный генерал Жан-Габриэль Маршан)
  - 9-й полк лёгкой пехоты (командир — полковник Матьё Делабассе)
  - 18-й полк линейной пехоты (командир — полковник Жан-Батист Равье)
  - 32-й полк линейной пехоты (командир — полковник Огюстен Даррико)
  - 96-й полк линейной пехоты (командир — полковник Антуан Лепрё)

На 11 октября 1805 года:
- командир — дивизионный генерал Пьер Дюпон де л’Этан
- начальник штаба — полковник штаба Огюстен Дюамель
- 1-я бригада (командир — бригадный генерал Мари-Франсуа Руйе)
  - 9-й полк лёгкой пехоты (командир — полковник Клод Мёнье)
  - 1-й гусарский полк (командир — полковник Филипп Рувийуа)
- 2-я бригада (командир — бригадный генерал Жан-Габриэль Маршан)
  - 32-й полк линейной пехоты (командир — полковник Огюстен Даррико)
  - 96-й полк линейной пехоты (командир — полковник Пьер Барруа)
    - Всего: 6 батальонов, 5146 человек[32].

На 14 октября 1806 года:
- командир — дивизионный генерал Пьер Дюпон де л’Этан
- начальник штаба — полковник штаба Леон Пельгар
- 1-я бригада (командир — дивизионный генерал Мари-Франсуа Руйе)
  - 9-й полк лёгкой пехоты (командир — полковник Клод Мёнье)
- 2-я бригада (командир — бригадный генерал Франсуа Лежандр д’Арвесс)
  - 32-й полк линейной пехоты (командир — полковник Огюстен Даррико)
  - 96-й полк линейной пехоты (командир — полковник Пьер Барруа)
    - Всего: 6 батальонов, 6713 человек, 12 орудий[33].

На 1 июня 1807 года:
- командир — дивизионный генерал Пьер Дюпон де л’Этан
- начальник штаба — полковник штаба Леон Пельгар
- 1-я бригада (командир — бригадный генерал Андре Ля Брюйер)
  - 9-й полк лёгкой пехоты (командир — полковник Клод Мёнье)
  - 24-й полк линейной пехоты (командир — полковник Жан-Батист Семле)
- 2-я бригада (командир — бригадный генерал Пьер Барруа)
  - 32-й полк линейной пехоты (командир — полковник Антуан Эмар)
  - 96-й полк линейной пехоты (командир — полковник Жан Калес)
    - Всего: 8 батальонов, 7792 человека[34].

На 15 ноября 1808 года:
- командир — дивизионный генерал Франсуа Рюффен
- начальник штаба — полковник штаба Леон Пельгар
- 1-я бригада (командир — бригадный генерал Андре Ля Брюйер)
  - 9-й полк лёгкой пехоты (командир — полковник Клод Мёнье)
  - 24-й полк линейной пехоты (командир — полковник Жан-Батист Жамен)
- 2-я бригада (командир — бригадный генерал Пьер Барруа)
  - 96-й полк линейной пехоты (командир — полковник Жан Калес)
    - Всего: 10 батальонов, около 5700 человек[35].

На 21 июня 1813 года:
- командир — дивизионный генерал Жан Леваль
- 1-я бригада (командир — бригадный генерал Жорж Мокери)
  - 9-й полк лёгкой пехоты (командир — полковник Гийом Дотюр)
  - 24-й полк линейной пехоты (командир — полковник Жан-Батист Анри)
- 2-я бригада (командир — бригадный генерал Виктор Ремон)
  - 88-й полк линейной пехоты (командир — полковник Франсуа Летурнёр)
  - 96-й полк линейной пехоты (командир — полковник Пьер Клавель)
    - Всего: 4844 человек[36].

## Подчинение и номер дивизии
- 1-я пехотная дивизия в лагере Компьень Армии Берегов Океана (29 августа 1803 года);
- 1-я пехотная дивизия в лагере Монтрёй Армии Берегов Океана (12 декабря 1803 года);
- 1-я пехотная дивизия 6-го армейского корпуса Великой Армии (29 августа 1805 года);
- 1-я пехотная дивизия временного корпуса Великой Армии (7 ноября 1805 года);
- 1-я пехотная дивизия 6-го армейского корпуса Великой Армии (9 декабря 1805 года);
- 1-я пехотная дивизия 1-го армейского корпуса Великой Армии (5 октября 1806 года);
- 1-я пехотная дивизия 1-го армейского корпуса Армии Испании (7 сентября 1808 года);
- 1-я пехотная дивизия 1-го армейского корпуса Южной армии (15 января 1810 года);
- 1-я пехотная дивизия Южной армии (7 февраля 1812 года).

## Награждённые

### Знак Большого Орла ордена Почётного легиона
- Пьер Дюпон де л’Этан, 11 июля 1807 — дивизионный генерал, командир дивизии

### Великие офицеры ордена Почётного легиона
- Пьер Дюпон де л’Этан, 14 июня 1804 — дивизионный генерал, командир дивизии
- Пьер Барруа, 11 июля 1807 — бригадный генерал, командир бригады
- Андре Ля Брюйер, 11 июля 1807 — бригадный генерал, командир бригады

### Комманданы ордена Почётного легиона
- Мари-Франсуа Руйе, 14 июня 1804 — бригадный генерал, командир бригады
- Жан-Габриэль Маршан, 14 июня 1804 — бригадный генерал, командир бригады
- Пьер Барруа, 25 декабря 1805 — полковник, командир 96-го линейного
- Огюстен Даррико, 25 декабря 1805 — полковник, командир 32-го линейного
- Огюстен Дюамель, 25 декабря 1805 — полковник, начальник штаба дивизии
- Клод Мёнье, 25 декабря 1805 — полковник, командир 9-го лёгкого
- Филипп Рувийуа, 25 декабря 1805 — полковник, командир 1-го гусарского
- Леон Пельгар, 11 июля 1807 — полковник, начальник штаба дивизии
- Жан-Батист Жамен, 23 июня 1810 — полковник, командир 24-го линейного

### Офицеры ордена Почётного легиона
- Пьер Барруа, 14 июня 1804 — полковник, командир 96-го линейного
- Огюстен Даррико, 14 июня 1804 — полковник, командир 32-го линейного
- Огюстен Дюамель, 14 июня 1804 — полковник, начальник штаба дивизии
- Клод Мёнье, 14 июня 1804 — полковник, командир 9-го лёгкого
- Доминик Сюдриэ, 14 июня 1804 — капитан 32-го линейного
- Франсуа Фурнье, 14 июня 1804 — капитан 32-го линейного
- Жан-Мари Рего, 26 декабря 1805 — командир батальона 9-го лёгкого[37]
- Клод Бруайе, 14 мая 1807 — командир батальона 9-го лёгкого[38]
- Пьер Клавель, 14 мая 1807 — майор 24-го линейного
- Жан-Батист Мулен, 14 мая 1807 — командир батальона 96-го линейного[39]
- Антуан Эмар, 11 июля 1807 — полковник, командир 32-го линейного
- Жан Калес, 11 июля 1807 — полковник, командир 96-го линейного
- Луи Госсар, 10 сентября 1807 — майор 96-го линейного
- Андре Кузьянс, 22 ноября 1808 — командир батальона 24-го линейного
- Мену Луаярд, 22 ноября 1808 — командир батальона 96-го линейного[40]
- Жан Морен, 23 июня 1810 — командир батальона 9-го лёгкого[41]
- Брюйер, 23 июня 1810 — командир батальона 9-го лёгкого
- Гийом Дотюр, 6 августа 1811 — полковник, командир 9-го лёгкого[42]
- Антуан Ревель, 6 августа 1811 — командир батальона 96-го линейного
- Руа, 6 августа 1811 — командир батальона 24-го линейного
- Тёрель, 6 августа 1811 — капитан 96-го линейного
- Эмбер, 6 августа 1811 — капитан 96-го линейного
- Верда, 12 февраля 1813 — командир батальона 96-го линейного
- Шаррьер, 12 февраля 1813 — командир батальона 96-го линейного
- Эрсан, 14 июня 1813 — командир батальона 24-го линейного
- Гийяр, 14 июня 1813 — капитан 24-го линейного
- Фрирьон, 14 июня 1813 — командир батальона 9-го лёгкого
- Этьенн, 14 июня 1813 — командир батальона 9-го лёгкого

### Кавалеры ордена Железной Короны
- Пьер Барруа, 23 декабря 1807 — бригадный генерал, командир бригады
- Клод Мёнье, 23 декабря 1807 — полковник, командир 9-го лёгкого
- Жан-Батист Семле, 23 декабря 1807 — полковник, командир 24-го линейного